# Harpactea gaditana
Harpactea gaditana är en spindelart som beskrevs av Carlo Pesarini 1988. Harpactea gaditana ingår i släktet Harpactea och familjen ringögonspindlar.
Artens utbredningsområde är Spanien. Inga underarter finns listade i Catalogue of Life.